# Прапор Рудні-Іванівської
Пра́пор Рудні-Іванівської — офіційний символ села Рудня-Іванівська Ємільчинського району Житомирської області, затверджений 17 червня 2014 р. рішенням XXXVII сесії Руднє-Іванівської сільської ради VI скликання.

## Опис
Квадратне полотнище розділене горизонтально на дві рівновеликі частини зеленого та синього кольору. На верхньому полі від древка розміщено білу брилу та біле оленя, повернуте до неї від зовнішньої сторони прапора. На нижньому полі по центру покладено жовтий кленовий листок ніжкою донизу.
Автор — Олександр Дмитрович Дідус.